# Charlotte Cooper
Charlotte Reinagle Cooper (Ealing, 1870. szeptember 22. – Helensburgh, 1966. október 10.) brit olimpiai bajnok teniszezőnő. Az olimpiai játékok történetének első egyéni női olimpiai bajnoka. 2013-ban beválasztották az International Tennis Hall of Fame (Teniszhírességek Csarnoka) tagjai közé.

## Pályafutása
Két aranyérmet szerzett a Párizsban rendezett, 1900. évi nyári olimpiai játékokon. Megnyerte az egyéni versenyt, miután a döntőben legyőzte a francia, Hélène Prévostet. A vegyes páros küzdelmeken Reginald Doherty társaként lett aranyérmes. Öt alkalommal nyerte meg a Wimbledoni teniszbajnokságot.

## Főbb sikerei
- Wimbledoni teniszbajnokság
  - Bajnok: 1895, 1896, 1898, 1901, 1908
  - Döntős: 1897, 1899, 1900, 1902, 1904